# Кидония (дем Лъгадина)
Вижте пояснителната страница за други значения на Кидония.
Кидония или Айвалъкдере (на гръцки: Κυδωνιά, до 1928 Αϊβαλίκ Δερέ Μαχαλάδες, Айвалък Дере Махаладес) е село в Гърция, дем Лъгадина, област Централна Македония с 61 жители (2001).

## География
Селото е разположено в северните поли на Богданската планина (Сухо планина, на гръцки Вертискос), на пътя Солун – Сяр.

## История

### В Османската империя
През XIX век Айвалъкдере е сборно турско село, числящо се към Лъгадинската каза на Османската империя. В „Етнография на вилаетите Адрианопол, Монастир и Салоника“, издадена в Константинопол в 1878 година и отразяваща статистиката на населението от 1873 година, Айвалан дере (Ayvalan-déré) е показано като село със 104 домакинства и 310 жители мюсюлмани. Към 1900 година според статистиката на Васил Кънчов („Македония. Етнография и статистика“) в Айвалъкъ дере – Джами Махала, Кайракъ Махала, Амиръ Махала, Уромли Махала, Караджали Махала, Айдавали Махала – живеят 750 души турци.

### В Гърция
След Междусъюзническата война Айвалъкдере попада в Гърция. През 20-те години мюсюлманското му население се изселва и в селото са настанени гърци бежанци. В 1928 година е прекръстено на Кидония. Според преброяването от 1928 година Кидония е чисто бежанско село с 38 бежански семейства и 143 души.